# Montigny-Mornay-Villeneuve-sur-Vingeanne
Montigny-Mornay-Villeneuve-sur-Vingeanne és un municipi francès, situat al departament de la Costa d'Or i a la regió de Borgonya - Franc Comtat. L'any 2007 tenia 368 habitants.

## Demografia

### Població
El 2007 la població de fet de Montigny-Mornay-Villeneuve-sur-Vingeanne era de 368 persones. Hi havia 149 famílies, de les quals 36 eren unipersonals (12 homes vivint sols i 24 dones vivint soles), 60 parelles sense fills i 53 parelles amb fills.
La població ha evolucionat segons el següent gràfic:
Habitants censats

### Habitatges
El 2007 hi havia 212 habitatges, 148 eren l'habitatge principal de la família, 42 eren segones residències i 22 estaven desocupats. 211 eren cases i 1 era un apartament. Dels 148 habitatges principals, 129 estaven ocupats pels seus propietaris, 16 estaven llogats i ocupats pels llogaters i 3 estaven cedits a títol gratuït; 3 tenien dues cambres, 15 en tenien tres, 29 en tenien quatre i 101 en tenien cinc o més. 99 habitatges disposaven pel capbaix d'una plaça de pàrquing. A 60 habitatges hi havia un automòbil i a 75 n'hi havia dos o més.

### Piràmide de població
La piràmide de població per edats i sexe el 2009 era:
| Homes | Edats   | Dones |
| ----- | ------- | ----- |
| 0     | 95 o +  | 0     |
| 0     | 90 a 94 | 4     |
| 0     | 85 a 89 | 0     |
| 0     | 80 a 84 | 0     |
| 16    | 75 a 79 | 20    |
| 12    | 70 a 74 | 12    |
| 8     | 65 a 69 | 12    |
| 8     | 60 a 64 | 8     |
| 4     | 55 a 59 | 8     |
| 0     | 50 a 54 | 4     |
| 24    | 45 a 49 | 4     |
| 32    | 40 a 44 | 20    |
| 20    | 35 a 39 | 16    |
| 4     | 30 a 34 | 16    |
| 0     | 25 a 29 | 12    |
| 0     | 20 a 24 | 0     |
| 20    | 15 a 19 | 4     |
| 16    | 10 a 14 | 8     |
| 20    | 5 a 9   | 24    |
| 8     | 0 a 4   | 8     |

## Economia
El 2007 la població en edat de treballar era de 216 persones, 160 eren actives i 56 eren inactives. De les 160 persones actives 140 estaven ocupades (86 homes i 54 dones) i 21 estaven aturades (8 homes i 13 dones). De les 56 persones inactives 20 estaven jubilades, 10 estaven estudiant i 26 estaven classificades com a «altres inactius».

### Ingressos
El 2009 a Montigny-Mornay-Villeneuve-sur-Vingeanne hi havia 156 unitats fiscals que integraven 387 persones, la mediana anual d'ingressos fiscals per persona era de 16.844 €.

### Activitats econòmiques
Dels 10 establiments que hi havia el 2007, 1 era d'una empresa extractiva, 4 d'empreses de construcció, 3 d'empreses de comerç i reparació d'automòbils i 2 d'empreses d'hostatgeria i restauració.
Dels 6 establiments de servei als particulars que hi havia el 2009, 1 era un paleta, 2 guixaires pintors, 1 lampisteria i 2 restaurants.
L'any 2000 a Montigny-Mornay-Villeneuve-sur-Vingeanne hi havia 14 explotacions agrícoles.

## Poblacions més properes
El següent diagrama mostra les poblacions més properes.